# Stockholm Open 2018 - Qualificazioni singolare
Le qualificazioni del singolare dello Stockholm Open 2018 sono state un torneo di tennis preliminare per accedere alla fase finale della manifestazione. I vincitori dell'ultimo turno sono entrati di diritto nel tabellone principale. In caso di ritiro di uno o più giocatori aventi diritto a questi sono subentrati i lucky loser, ossia i giocatori che hanno perso nell'ultimo turno ma che avevano una classifica più alta rispetto agli altri partecipanti che avevano comunque perso nel turno finale.

## Teste di serie
1. Julien Benneteau (ultimo turno)
2. Bernard Tomić (primo turno, ritirato)
3. Michael Mmoh (primo turno)
4. Peter Polansky (qualificato)

1. Jürgen Zopp ultimo turno, lucky loser)
2. Matthias Bachinger (ultimo turno)
3. Ernests Gulbis (qualificato)
4. Mats Moraing (primo turno)

## Qualificati
1. Ernests Gulbis
2. Oscar Otte

1. Alexei Popyrin
2. Peter Polansky

### Lucky loser
1. Jürgen Zopp

## Tabellone

### Legenda
| - Q = Qualificato - WC = Wild card - LL = Lucky loser | - ALT = Alternate - SE = Special Exempt - PR = Protected Ranking | - w/o = Walkover - r = Ritirato - d = Squalificato |

### Sezione 1
|  | Primo turno | Primo turno      | Primo turno      | Primo turno | Primo turno |  |  | Ultimo turno | Ultimo turno     | Ultimo turno     | Ultimo turno | Ultimo turno |  |
|  |             |                  |                  |             |             |  |  |              |                  |                  |              |              |  |
|  | 1           | Julien Benneteau | Julien Benneteau | 6           | 6           |  |  |              |                  |                  |              |              |  |
|  |             | Ivan Nedelko     | Ivan Nedelko     | 4           | 2           |  |  | 1            | Julien Benneteau | Julien Benneteau | 1            | 4            |  |
|  | WC          | Markus Eriksson  | Markus Eriksson  | 4           | 6(1)        |  |  | 7            | Ernests Gulbis   | Ernests Gulbis   | 6            | 6            |  |
|  | 7           | Ernests Gulbis   | Ernests Gulbis   | 6           | 7           |  |  |              |                  |                  |              |              |  |

### Sezione 2
|  | Primo turno | Primo turno   | Primo turno   | Primo turno | Primo turno |  |  | Ultimo turno | Ultimo turno | Ultimo turno | Ultimo turno | Ultimo turno |  |
|  |             |               |               |             |             |  |  |              |              |              |              |              |  |
|  | 2           | Bernard Tomić | Bernard Tomić | 4           | 2r          |  |  |              |              |              |              |              |  |
|  |             | Oscar Otte    | Oscar Otte    | 6           | 1           |  |  |              | Oscar Otte   | Oscar Otte   | 6            | 7            |  |
|  |             | Matteo Donati | Matteo Donati | 4           | 4           |  |  | 5            | Jürgen Zopp  | Jürgen Zopp  | 3            | 62           |  |
|  | 5           | Jürgen Zopp   | Jürgen Zopp   | 6           | 6           |  |  |              |              |              |              |              |  |

### Sezione 3
|  | Primo turno | Primo turno        | Primo turno        | Primo turno | Primo turno |  |  | Ultimo turno | Ultimo turno       | Ultimo turno | Ultimo turno | Ultimo turno |  |
|  |             |                    |                    |             |             |  |  |              |                    |              |              |              |  |
|  | 3           | Michael Mmoh       | Michael Mmoh       | 65          | 67          |  |  |              |                    |              |              |              |  |
|  |             | Alexei Popyrin     | Alexei Popyrin     | 7           | 7           |  |  |              | Alexei Popyrin     | 6            | 4            | 6            |  |
|  |             | Norbert Gombos     | Norbert Gombos     | 3           | 4           |  |  | 6            | Matthias Bachinger | 3            | 6            | 2            |  |
|  | 6           | Matthias Bachinger | Matthias Bachinger | 6           | 6           |  |  |              |                    |              |              |              |  |

### Sezione 4
|  | Primo turno | Primo turno      | Primo turno      | Primo turno | Primo turno |  |  | Ultimo turno | Ultimo turno     | Ultimo turno | Ultimo turno | Ultimo turno |  |
|  |             |                  |                  |             |             |  |  |              |                  |              |              |              |  |
|  | 4           | Peter Polansky   | Peter Polansky   | 6           | 6           |  |  |              |                  |              |              |              |  |
|  | WC          | Karl Friberg     | Karl Friberg     | 4           | 1           |  |  | 4            | Peter Polansky   | 6            | 1            | 6            |  |
|  |             | Andrea Arnaboldi | Andrea Arnaboldi | 7           | 6           |  |  |              | Andrea Arnaboldi | 4            | 6            | 4            |  |
|  | 8           | Mats Moraing     | Mats Moraing     | 5           | 2           |  |  |              |                  |              |              |              |  |